# Dargida polygona
Dargida polygona är en fjärilsart som beskrevs av Druce 1905. Dargida polygona ingår i släktet Dargida och familjen nattflyn. Inga underarter finns listade i Catalogue of Life.